# Мамер 32
«Мамер 32» (люкс. Mamer 32) — футбольный клуб из Мамера, Люксембург, выступает в Второй лиге Люксембурга. Клуб основан в 1932 году. Домашние матчи проводит на стадионе «Стад Франсис Трауш», вмещающем 750 зрителей. 
Женская команда «Мамер» — двукратный чемпион Люксембурга (2006, 2007) и трёхкратный обладатель Кубка Люксембурга (2005, 2006, 2007).

## История
Команда основана в 1932 году. Клуб играл в низших лигах Люксембурга на протяжении большей части своей истории. В сезоне 2004/05 клуб победил во Втором дивизионе Люксембурга. В играх плей-офф команда не смогла выйти в национальный дивизион Люксембурга. В сезоне 2006/07 клуб участвовал в национальном дивизионе. По итогам сезона клуб занял последнее место, из 14 команд. Набрав за 26 игр — 9 очков. В сезоне 2008/09 клуб выступает в Третьей лиги Люксембурга. В сезоне 2009/10 клуб выступал в Кубке Люксембурга, «Мамер» начал выступления с 3-го раунда и проиграл команде «СеБра 01», в выездном матче (0:1) и вылетел из турнира.

## Достижения
- Победитель Второго дивизиона Люксембурга (1): 2004/05

## Известные игроки
- Бруно Рибейро